# Aktobe-Žas FK
Aktobe-Žas FK (kazašsky Ақтобе-Жас Футбол Клубы) byl kazašský fotbalový klub sídlící ve městě Aktobe. Klub byl založen v roce 2003, zanikl v roce 2012 z rozhodnutí majitelů přestat financovat fotbalový klub a místo toho rozvíjet kazašský mládežnický fotbal.

## Umístění v jednotlivých sezonách
| Sezóny | Liga           | Úroveň | Z  | V  | R | P  | VG | OG | +/- | B  | Pozice |
| ------ | -------------- | ------ | -- | -- | - | -- | -- | -- | --- | -- | ------ |
| 2008   | Birinši Ligasy | 2      | 26 | 13 | 1 | 12 | 54 | 53 | +1  | 40 | 6.     |
| 2009   | Birinši Ligasy | 2      | 26 | 5  | 5 | 16 | 25 | 42 | -17 | 20 | 11.    |
| 2010   | Birinši Ligasy | 2      | 34 | 13 | 4 | 17 | 40 | 66 | -26 | 43 | 12.    |
| 2011   | Birinši Ligasy | 2      | 32 | 13 | 7 | 12 | 56 | 53 | +3  | 46 | 9.     |
| 2012   | Birinši Ligasy | 2      | 30 | 8  | 2 | 20 | 31 | 62 | -31 | 26 | 14.    |